# Lijst van spelers van Helmond
Dit is een lijst van voetballers die minimaal één officiële wedstrijd hebben gespeeld in het eerste elftal van de Nederlandse voormalig betaaldvoetbalclub Helmond.

## B
- Len van den Boogaard

## D
- Wim van Diessen
- Frits van Duijnhoven

## H
- Felix von Heijden
- Chris van der Heijden
- Gerard van der Heijden
- Thieu Houben

## J
- Bert de Jong

## K
- Martin van de Kerkhof
- Hendrik Koenen
- Ad Koolen
- Peter Kuppen
- Frits Kusters

## L
- Marinus Lambooy
- Joep de Leeuw
- Jan van Leeuwen
- Van der Ley
- Frans van der Linden
- Henk van der Linden

## M
- Jan Manders
- Joop Martens
- Johannes van de Meulenhof
- Godefridus van Moorsel

## N
- Willy van Neerven
- Willy van Neerven jr.
- Joseph Nicholson

## O
- Toon Oprinsen
- Frans Overzier

## P
- Manfred Piontek
- Ben van der Plas
- Henk van der Plas
- Wim van der Plas

## R
- Toon van der Reek
- M. van der Rijdt
- Fred Röhrig

## S
- Frits Sanders
- Gerrit Schencke
- Louis Scheepers
- Theo Spierings
- Van der Steen

## V
- Gerard Vaessen
- Jan Verhees

## W
- Van de Weert
- Cor Wouters

## Z
- Johannes van Zutphen